# Store Bjørnevatn
Store Bjørnevatn (deutsch: „Großer Bärensee“) ist der Name eines Sees in der Kommune Valle in der norwegischen Provinz Agder. Am See liegt eine Hütte der Kristiansand og Opplands Turistforening (KOT).